# Gull Lake (Saskatchewan)
Gull Lake est une ville de la Saskatchewan au Canada.

## Géographie
Gull Lake est située dans le sud-ouest de la province de Saskatchewan, à la jonction de la route 1, qui est un segment de la route transcanadienne, et de la route 37, à l'ouest de la ville de Swift Current.

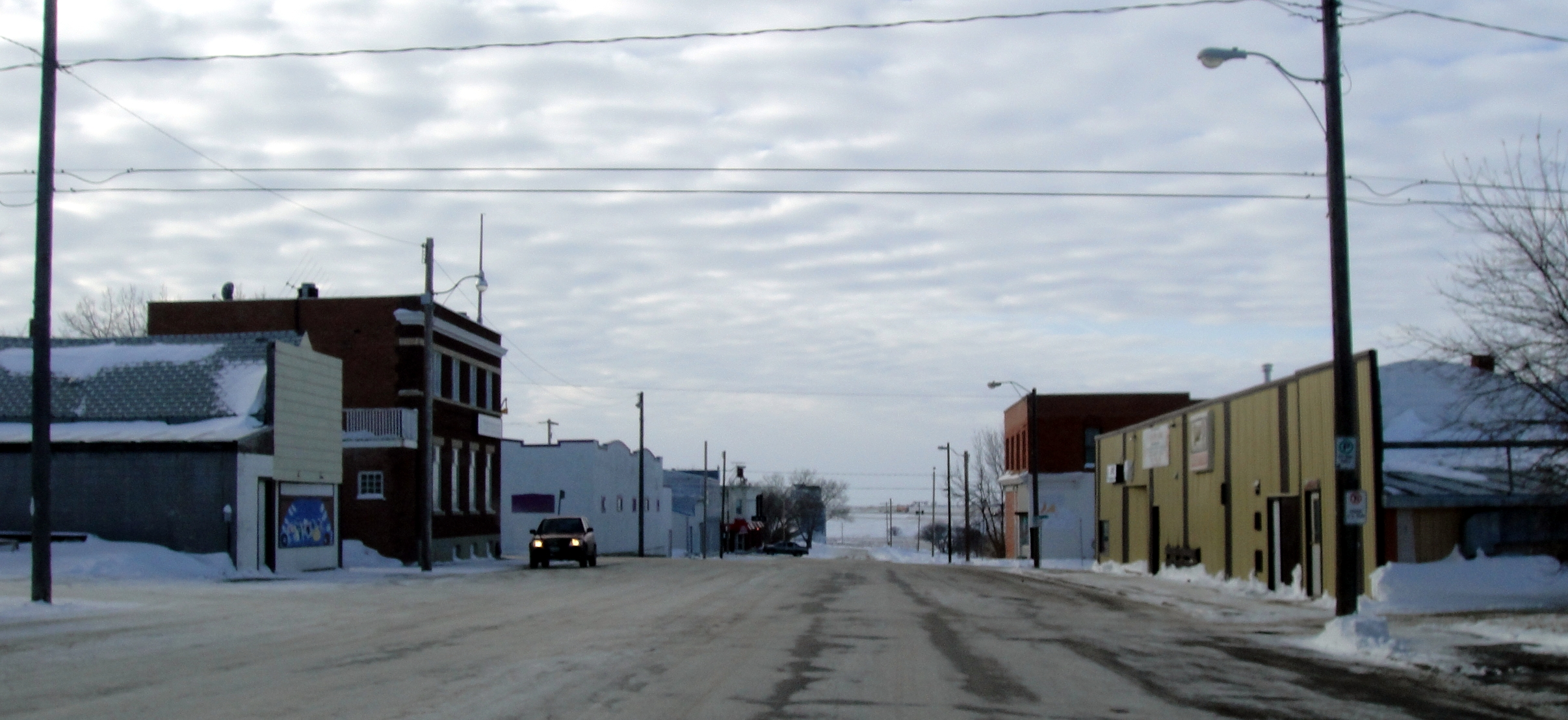
Main street à Gull Lake.

## Démographie
| 2011 | 2021 |
| ---- | ---- |
| 989  | 908  |